# Montejo de la Vega de la Serrezuela
Montejo de la Vega de la Serrezuela is een gemeente in de Spaanse provincie Segovia in de regio Castilië en León met een oppervlakte van 27,85 km². Montejo de la Vega de la Serrezuela telt 148 inwoners (1 januari 2016).

## Demografische ontwikkeling
Bron: INE, 1857-2011: volkstellingen
Opm.: In 1960 werd een deel van de gemeente Linares del Arroyo aangehecht